# Ламиса (Тексас)
Ламиса (енгл. Lamesa) град је у америчкој савезној држави Тексас. По попису становништва из 2010. у њему је живело 9.422 становника.

## Демографија
Према попису становништва из 2010. у граду је живело 9.422 становника, што је 530 (5,3%) становника мање него 2000. године.
| Група             | 2000.         | 2010.         |
| Белци             | 4.171 (41,9%) | 3.374 (35,8%) |
| Афроамериканци    | 420 (4,2%)    | 432 (4,6%)    |
| Азијати           | 19 (0,2%)     | 42 (0,4%)     |
| Хиспаноамериканци | 5.271 (53,0%) | 5.530 (58,7%) |
| Укупно            | 9.952         | 9.422         |